# The Young Pioneers
The Young Pioneers è una miniserie televisiva statunitense in 3 puntate trasmesse per la prima volta nel 1978.
È una miniserie del genere western che vede Linda Purl e Roger Kern nel ruolo degli giovani sposi Molly e David Beaton che si stabiliscono nel territorio del Dakota durante gli anni 1870. La serie si basa sui romanzi di Rose Wilder Lane, figlia di Laura Ingalls Wilder, le cui opere ispirarono anche La casa nella prateria. Le tre puntate sono intitolate Sky in the Window, A Kite for Charlie e The Promise of Spring.

## Personaggi e interpreti
- Molly Beaton, interpretata da Linda Purl.
- David Beaton, interpretato da Roger Kern.
- Dan Gray, interpretato da Robert Hays.
- Mr. Peters, interpretato da Robert Donner.
- Nettie Peters, interpretata da Mare Winningham.
- Flora Peters, interpretata da Michelle Stacy.
- Charlie Peters, interpretato da Jeff Cotler.
- Sweet Water, interpretata da Cynthia Avila.
- Juniper, interpretato da David Huddleston.
- Circling Hawk, interpretato da A Martinez.
- Spotted Calf, interpretato da Guillermo San Juan.
- Fool's Crow, interpretato da Geno Silva.

## Produzione
Le musiche furono composte da Dominic Frontiere. Tra i registi è accreditato Irving J. Moore.

## Distribuzione
La serie fu trasmessa negli Stati Uniti dal 2 aprile 1978 al 16 aprile 1978 sulla rete televisiva ABC.